# Bdelyrus iquitosensis
Bdelyrus iquitosensis е вид бръмбар от семейство Листороги бръмбари (Scarabaeidae).

## Разпространение
Видът е разпространен в Перу.